# Kompleks militarno-przemysłowy
Kompleks militarno-przemysłowy (ang. military–industrial complex, MIC) – pojęcie oznaczające związek między wojskiem danego państwa a zaopatrującym je przemysłem zbrojeniowym i jego wpływem na kształt polityki państwa. Sformułowanie te zostało po raz pierwszy użyte przez amerykańskiego prezydenta Dwighta D. Eisenhowera w pożegnalnym przemówieniu 17 stycznia 1961 roku.

## Etymologia
17 stycznia 1961 roku, na trzy dni przed końcem swojej kadencji, prezydent Dwight Eisenhower użył terminu "kompleks militarno-przemysłowy" w swoim pożegnalnym przemówieniu do narodu amerykańskiego. W swojej mowie wskazał, że istotnym elementem utrzymania pokoju jest establishment wojskowy, ale po kilku zdaniach ostrzegał przed zdobywaniem nieuzasadnionych wpływów we władzy przez kompleks militarno-przemysłowy.
Eisenhower, który przed prezydenturą był generałem, miał uważać, że opisywany kompleks ma tendencję do promowania polityki, która może nie być w najlepszym interesie państwa. Geoffrey Perret, biograf prezydenta, twierdził, że Eisenhower planował powiedzieć o kompleksie militarno-przemysłowo-kongersowym, jednak w ostatniej chwili miał wykreślić słowo Kongres. Autorami przemówienia byli autorzy pozostałych przemówień prezydenta czyli Ralph Williams i Malcolm Moos.

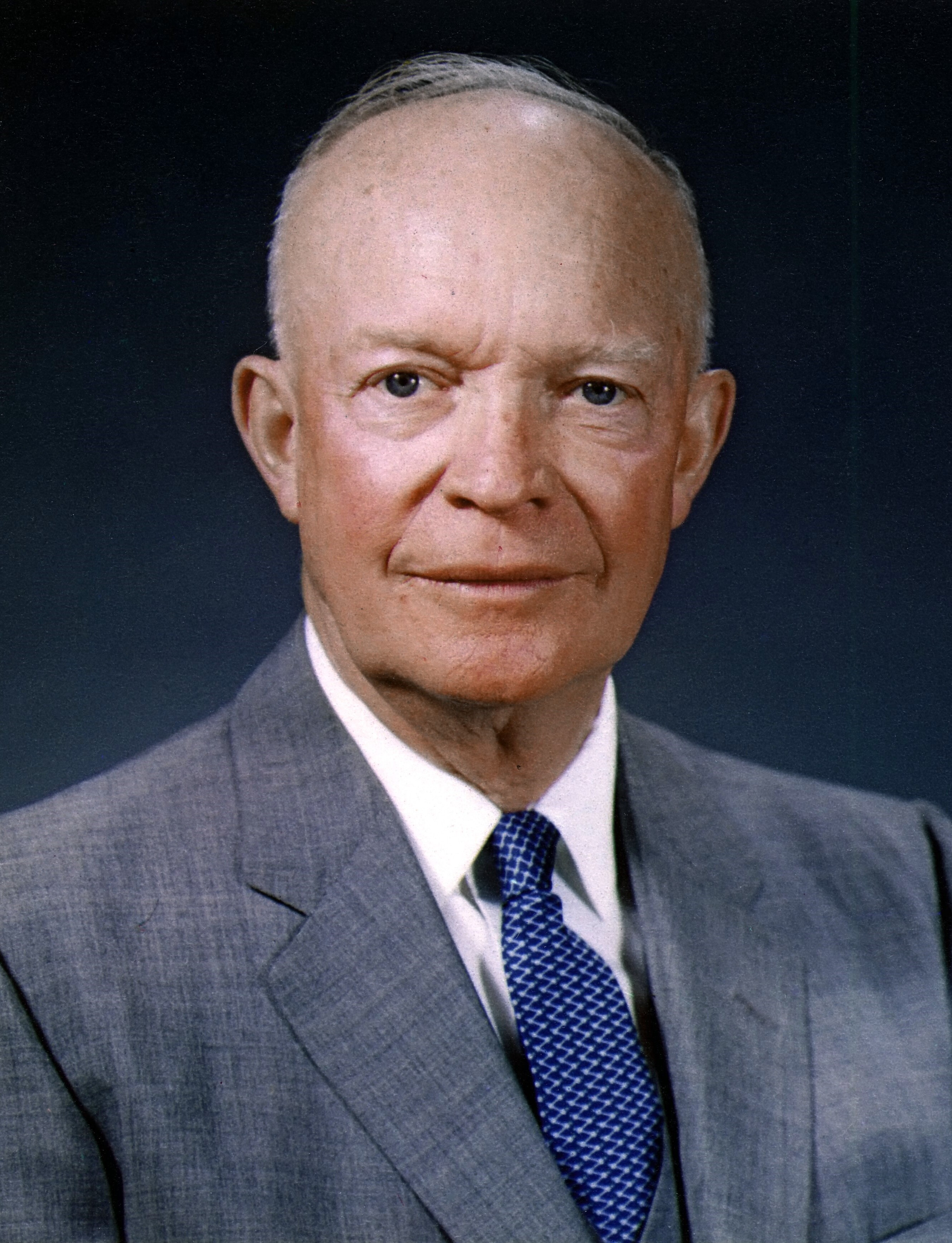
Prezydent USA Dwight D. Eisenhower w 1959 r.

Przed Eisenhowerem, pierwowzory pojęcia kompleksu militarno-przemysłowego formułowano już w trakcie lub tuż po II wojnie światowej. W 1947 roku Winfield W. Riefler w artykule dla Foreign Affairs użył koncepcji kompleksu omawiając rolę produkcji przemysłowej dla wyników wojny i przedstawiając przecinanie się komponentów cywilnych i wojskowych w gospodarce. W 1956 roku koncepcję zbliżoną do terminu kompleksu militarno-wojskowego sformułował socjolog C. Wright Mills w swojej książce The Power Elite.

## Charakterystyka
Koncepcja kompleksu militarno-przemysłowy oznacza skomplikowaną sieć powiązań między rządem i prywatnymi podmiotami przemysłu. W The Power Elite socjolog C. Wright Mills stwierdził, że stosunkowo niewielka grupa ludzi w zachodnim, kapitalistycznym społeczeństwie kontroluje większość aspektów rządu, finansów i innych aspektów społeczeństwa. Składnikiem elity władzy według niego był kompleks militarno-przemysłowy czyli sojusz wojska, przemysłu i polityki – wojskowych, menedżerów i producentów zbrojeń oraz wysoko postawionych urzędników rządowych. Ludzie powiązani z kompleksem militarno-przemysłowym mają wywierać skoordynowany wpływ, by osiągać wspólny interes i kontrolować optymalny dla nich poziom wydatków wojskowych i przygotowań do wojny, np. wykorzystując lobbying. Opisywany kompleks ma racjonalizować wysoki poziom wydatków wojskowych ideologią konfliktu międzynarodowego, np. ideologią zimnej wojny. Kluczowymi elementami kompleksu są: nieustanne zastępowanie modeli broni przez coraz nowsze wersje, rozbudowany system reklamowy, powiększanie budżetu obronnego, przepływ byłych wojskowych ze służby czynnej do przemysłu zbrojeniowego, lobbystów i władz. Powtarzającym się tematem w pracach naukowych nad tym kompleksem jest zagrożenie dla demokracji z jego strony.
Sama koncepcja kompleksu militarno-przemysłowego może przybierać także postać poczucia zewnętrznego zagrożenia przez organy decyzyjne czy naród, niekoniecznie determinowanego przez działania lobbingowe czy wywieranie wpływu. Wykładowca nauk politycznych i stosunków międzynarodowych Steven Rosen twierdził, że nie należy rozumieć go jako jakiegoś spisku, a bardziej jako grę interesów. Jeszcze innym sposobem rozumienia tego terminu jest odnoszenie go do fizycznej lokalizacji produkcji wojskowej – wydatki wojskowe tworzą skupiska wykonawców, podwykonawców, konsultantów, ośrodków naukowych, wykfalifikowanych pracowników i instalacji rządowych poświęconych tworzeniu technologii wojskowych.
Według Sztokholmskiego Międzynarodowego Instytutu Badań nad Pokojem w 2022 roku światowe wydatki wojskowe wzrosły o 3,7% osiągając rekordowy poziom 2240 miliardów dolarów.

Podział wydatków na wojsko w 2019 roku według państw

### Stany Zjednoczone
W Stanach Zjednoczonych w pierwszej połowie XX wieku przeniesiono produkcję broni z publicznych do prywatnych przedsiębiorstw. Kompleks militarno-przemysłowy wyłonił się wraz z koniecznością zaopatrzenia wojska podczas pierwszej i drugiej wojny światowej i zacieśnianiem się współpracy między prywatnymi kontrahentami, a agencjami rządowymi. Wraz z nadejściem zimnej wojny i napięć między Stanami Zjednoczonymi a Związkiem Radzieckim, amerykański Kongres i władza wykonawcza mieli uznać, że ich kraj musi być gotowy do wojny w każdej chwili – co zaowocowało wydawaniem znacznie większych środków w sektor obronny. Podczas wojny koreańskiej amerykańscy producenci zbrojeń ściśle współpracowali z rządem USA, by zapewnić sprawne funkcjonowanie wojska. Po zakończeniu wojny nadal trwał przedłużający się wyścig zbrojeń między USA a ZSRR, a wraz z nim powiązania rządów z przemysłem zbrojeniowym. Prezydent USA i były generał Dwight Eisenhower zidentyfikował ten związek i nazwał go „kompleksem militarno-przemysłowym” w swoim pożegnalnym przemówieniu do narodu. Na przełomie lat 70. i 80. XX w. wraz z radziecką inwazją na Afganistan i kryzysem zakładników w Iranie, wielu amerykańskich urzędników państwowych uznało, że dalsze znaczące inwestycje w obronę i bezpieczeństwo są niezbędne. Administracja prezydenta Ronalda Reagana zaczęła zasilać Departament Obrony funduszami bez planu strategicznego i sposobu wydatkowania środków. Po upadku głównego zagrożenia czyli ZSRR i zakończenia zimnej wojny, Stany Zjednoczone nie zaprzestały rozległego finansowania sektora obronnego w kolejnych dekadach, zakładając, że w nowych realiach będą musiały zajmować się wieloma konfliktami w różnych częściach świata. Wydatki na obronność wzrosły jeszcze bardziej po atakach z 11 września 2001 i podtrzymywane są m.in. z powodu zaangażowania wojsk amerykańskich na Bliskim Wschodzie, obaw o terroryzm i potencjalną wojnę z Chinami. Stany Zjednoczone od lat są liderem wydatków na swoje siły zbrojne, według danych Peter G. Peterson Foundation w 2024 r. amerykańskie wydatki stanowiły 40% wszystkich wydatków wojskowych na świecie, wydają więcej niż 9 kolejnych po nich państw razem wziętych. W 2024 r. Senat przyjął ustawę o wydatkach obronnych opiewających na kwotę 895 miliardów dolarów.
Amerykański przemysł zbrojeniowy jest dość zamkniętym środowiskiem, w którym występuje niewiele podmiotów. Gigantami tej branży są Lockheed Martin, Boeing, General Dynamics, Northrop Grumman i Raytheon. W 2020 r. sam Lockheed Martin otrzymał 75 miliardów dolarów w kontraktach z Departamentem Obrony, co stanowiło więcej niż łącznie budżety Departamentu Stanu i Agencji ds. Rozwoju Międzynarodowego. W ostatnich latach w sektorze obronnym umacnia się także pozycja przedsiębiorstw zajmujących się nowymi technologiami, takich jak Palantir i Anduril Industries. Palantir za swój cel przyjął „stanie się centralnym systemem operacyjnym dla wszystkich programów obronnych USA”.
Raport Government Accountability Office wykazał, że w latach 2014-2019 ponad 1700 byłych wyższych rangą urzędników Departamentu Obrony i urzędników ds. zakupów podjęło pracę dla krajowych wykonawców zamówień obronnych.
Efektami współpracy Departamentu Obrony i przedsiębiorstw są takie wynalazki jak Internet, GPS, noktowizor czy drony, które początkowo powstawały do celów wojskowych, ale z czasem trafiły do sektora cywilnego.

### Związek Radziecki i Rosja
Kompleks militarno-przemysłowy w ZSRR składał się z różnych instytucji politycznych i gospodarczych, których łączył wspólny cel rozwoju obronności państwa. Pomimo bycia stosukowo biednym państwem, przez większość XX. wieku Związek Radziecki przeznaczał na obronę większe środki niż inne kraje na podobnym poziomie rozwoju. Związek Radziecki lokalizował swoje zakłady przemysłu zbrojnego także poza Rosją, w ważnych krajach członkowskich takich jak Białoruś, Ukraina czy Kazachstan.
Wraz z upadkiem ZSRR i transformacją ustrojową rosyjski kompleks militarno-przemysłowy przeszedł transformację. Obecnie dominuje w nim kilka dużych, zintegrowanych konglomeratów, z bardzo istotną rolą Rostiechu (którym kieruje przyjaciel prezydenta W. Putina). Jest to garstka państwowych gigantów, które wcześniej pochłonęły mniejsze podmioty, dzięki czemu nie działają w konkurencyjnym środowisku. Ważnymi podmiotami w tym układzie są także m.in. KAMAZ, Roselektronika, Roskosmos, Rosatom i KRTV. Władze rosyjskie po 2014 r. i atakach na Ukrainę aktywnie naciskały na zmiany strukturalne w kompleksie, żądając zwiększenia korzystnej dla gospodarki produkcji cywilnej oraz substytucji importu w sektorze wojskowym. Sektor wojskowy w Rosji otrzymuje finansowanie wykraczające poza kategorię oficjalnych wydatków obronnych m.in. poprzez alokację środków z budżetu ochrony zdrowia czy przez budowę infrastruktury pod cele wojskowe. Rosyjski przemysł zbrojny znacznie zwiększył produkcję w związku z rosyjską inwazją na Ukrainę w 2022 roku. Mniej więcej od tego okresu firm z kompleksu militarno-przemysłowego nie dotyczą procedury przejrzystości zamówień publicznych.

### Chiny
Chiński kompleks militarno-przemysłowy powiązany jest z szerokimi ambicjami gospodarczymi i technologicznymi skierowanymi na tworzenie potęgi narodowej Chin. Rząd ChRL realizuje działania zbliżające wojsko i przemysł cywilny, mając na celu wykorzystanie innowacji i zdolności sektora prywatnego w wojsku. Wiele chińskich przedsiębiorstw nie działa formalnie w sektorze wojskowym, ale może szybko, w razie potrzeby, zaangażować się w produkcję broni lub wsparcie wojska. Sam przemysł obronny ChRL jest dość zamkniętym układem, badania i rozwój są w dużej mierze ograniczone do konkretnych firm zbrojeniowych lub jednostek badawczych. Wielu chińskich urzędników rządowych i lokalnych ma powiązania ze środowiskiem przemysłu zbrojeniowego. W chińskich ministerstwach licznie na kluczowych stanowiskach zasiadają urzędnicy ze środowiska wojskowo-przemysłowego. Od Zjazdu Komunistycznej Partii Chin w 2022 r. wzrosła obecność urzędników wojskowo-przemysłowych na pozycjach wiceministrów.

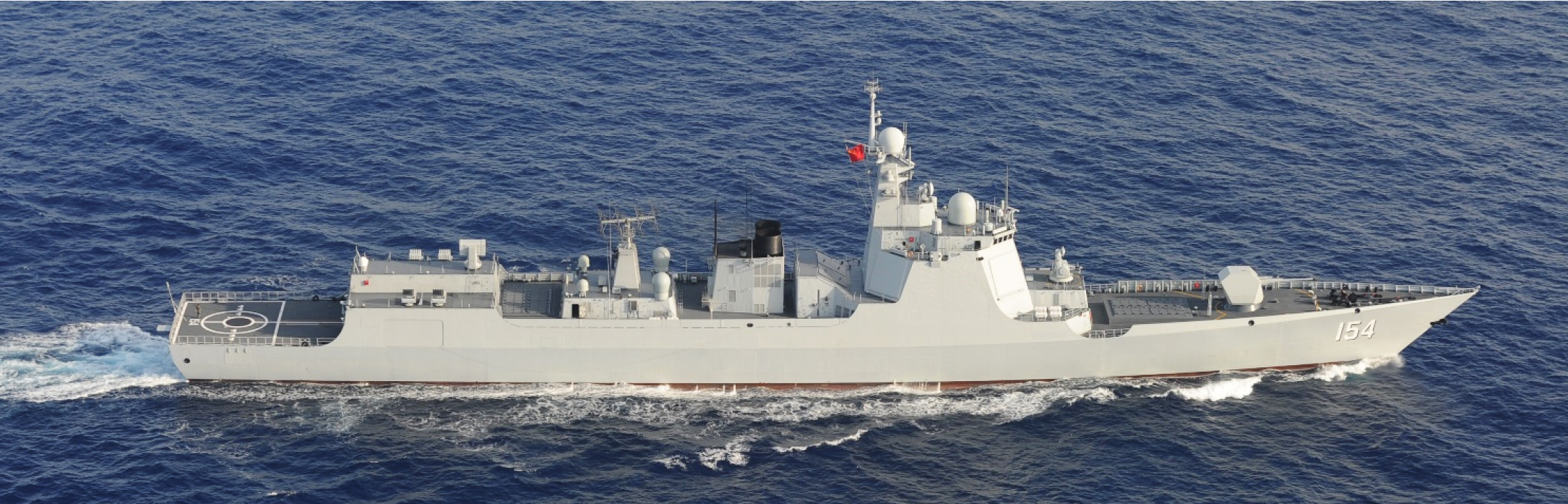
Chiński niszczyciel „Xiamen” (2018)

Chiński przemysł zbrojeniowy od lat 90. XX w. i ówczesnego zacofania przeszedł szeroką transformację, która przewyższyła oczekiwania analityków. Od 2000 roku Chiny zbudowały ponad dwa razy więcej okrętów morskich niż USA według danych firmy wywiadowczej Janes. Obecnie posiadają największą flotę na świecie pod względem liczby posiadanych kadłubów.

### Europa
Państwa europejskie bardziej niż Stany Zjednoczone obniżyły swoje wydatki na wojsko po zakończeniu zimnej wojny. Przez to producenci zbrojeń z Europy stali niszowi, a ich produkty wysokokosztowe. Prasa odnotowuje w ostatnich latach dążenia państw europejskich do utworzenia czegoś na wzór własnego, europejskiego kompleksu militarno-przemysłowego w związku z zagrożeniem ze strony Rosji. 5 marca 2024 r. Komisja Europejska oraz Wysoki przedstawiciel Unii ds. zagranicznych i polityki bezpieczeństwa opublikowali Europejską strategię przemysłu obronnego (EDIS), która ma na celu wzmocnienie europejskiego sektora technologiczno-przemysłowego w dziedzinie obronności, poprzez zacieśnianie współpracy państw członkowskich Unii Europejskiej. Unia chce rozwinąć możliwości produkcyjne europejskich producentów zbrojeń, zmniejszając zależność od koncernów przemysłowych innych państw. Władze Unii chcą by 50% europejskich zamówień wojskowych trafiało do firm z państw członkowskich.

## Podobne pojęcia
W publicystyce i debacie publicznej pojawiały się pojęcia ukute na podobieństwo terminu kompleksu militarno-przemysłowego. Przykładowo, krytycy systemu penitencjarnego Stanów Zjednoczonych odwołują się niekiedy do „kompleksu więzienno-przemysłowego”, dziennikarz David Leonhardt pisał o „kompleksie nieruchomościowo-przemysłowym” w kontekście bańki rynku nieruchomości, a część denialistów klimatycznych mówi o "kompleksie "klimatyczno-przemysłowym".

### Kompleks technologiczno-przemysłowy

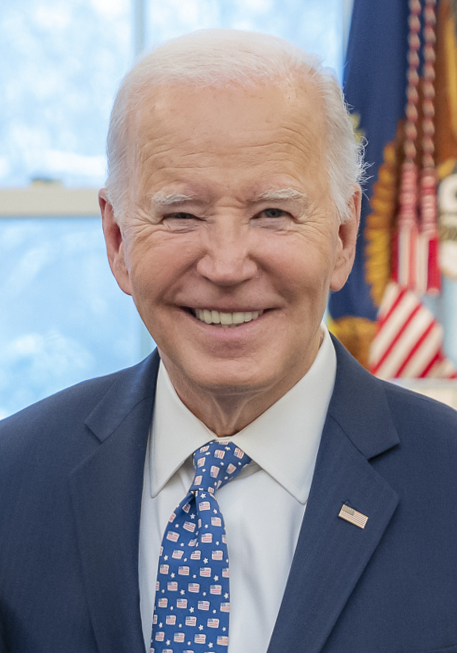
Prezydent USA Joe Biden w 2025 r.

W styczniu 2025 roku prezydent Joe Biden w swoim pożegnalnym przemówieniu do narodu ostrzegł przed powstaniem „kompleksu technologiczno-przemysłowego”. Biden mówił w przemówieniu o amerykańskiej oligarchii, która przybiera postać kilku miliarderów technologicznych, którzy zgromadzili niebezpieczne skoncentrowanie władzy. Chociaż sam prezydent nie wymienił nazwisk, Reuters zakłada, że miał na myśli m.in. Elona Muska, Jeffa Bezosa i Marka Zuckerberga. Elon Musk wydał ćwierć miliarda dolarów na wygraną kampanię prezydencką Donalda Trumpa w 2024 roku. Biden stwierdził w przemówieniu, że Amerykanie są zalewani lawiną dezinformacji przez media społecznościowe, ostrzegł także przed potencjalnym niebezpieczeństwem ze strony sztucznej inteligencji.